# Divisione Nazionale 1945-46
Este campeonato, no se suele incluir en las estadísticas de la competición porque algunas partes sureñas que participaron en la competencia eran equipos de la Serie B, mientras que los equipos de Serie B norteños jugaban en segundo nivel con los equipos de la Serie C. Sin embargo, el scudetto de Torino F.C. es considerado oficial.
Debido a esta circunstancia, el campeonato fue denominado como Campeonato de División Nacional Mixto.

## Campionato Alta Italia Serie A(Campeonato Serie A de Italia del Norte)

### Clasificaciones
| Pos. | Equipo          | Pts. | PJ | G  | E  | P  | GF | GC | Dif. | Clasificación                                         |
| ---- | --------------- | ---- | -- | -- | -- | -- | -- | -- | ---- | ----------------------------------------------------- |
| 1    | Torino          | 42   | 26 | 19 | 4  | 3  | 65 | 18 | +47  | Campeón del Norte de Italia y acceso a la Ronda final |
| 2    | Internazionale  | 39   | 26 | 17 | 5  | 4  | 52 | 21 | +31  | Acceso a la Ronda final                               |
| 3    | Juventus        | 35   | 26 | 13 | 9  | 4  | 52 | 23 | +29  | Acceso a la Ronda final                               |
| 4    | Milan           | 30   | 26 | 12 | 6  | 8  | 38 | 36 | +2   | Acceso al desempate por la clasificación              |
| 5    | Brescia         | 30   | 26 | 12 | 6  | 8  | 38 | 33 | +5   | Acceso al desempate por la clasificación              |
| 6    | Modena          | 26   | 26 | 8  | 10 | 8  | 24 | 22 | +2   |                                                       |
| 7    | Bologna         | 26   | 26 | 11 | 4  | 11 | 30 | 33 | −3   |                                                       |
| 8    | Triestina       | 23   | 26 | 8  | 7  | 11 | 23 | 32 | −9   |                                                       |
| 9    | Atalanta        | 21   | 26 | 7  | 7  | 12 | 21 | 28 | −7   |                                                       |
| 10   | Andrea Doria    | 21   | 26 | 7  | 7  | 12 | 25 | 35 | −10  |                                                       |
| 11   | Vicenza         | 20   | 26 | 8  | 4  | 14 | 28 | 38 | −10  |                                                       |
| 12   | Genoa           | 19   | 26 | 6  | 7  | 13 | 21 | 46 | −25  |                                                       |
| 13   | Venezia         | 17   | 26 | 4  | 9  | 13 | 19 | 37 | −18  |                                                       |
| 14   | Sampierdarenese | 15   | 26 | 5  | 5  | 16 | 19 | 53 | −34  |                                                       |

 Fuente: Almanacco Illustrato del Calcio
Notas:
1. 1 2  Despues de finalizar la temporada el Andrea Doria y el Sampierdarenese se fusionaron para dar nacimiento a la Unione Calcio Sampdoria

### Desempate por la clasificación
| Equipo #1 | Res. | Equipo #2 |
| --------- | ---- | --------- |
| Brescia   | 1-1  | Milan     |

Repetición
| Equipo #1 | Res. | Equipo #2 |
| --------- | ---- | --------- |
| Brescia   | 1-2  | Milan     |

### Resultados
| Local \ Visitante | AND | ATA | BOL | BRE | GEN | INT | JUV | MIL | MOD | SAM | TOR | TRI | VEN | VIC |
| ----------------- | --- | --- | --- | --- | --- | --- | --- | --- | --- | --- | --- | --- | --- | --- |
| Andrea Doria      | —   | 1–0 | 0–0 | 1–1 | 0–1 | 1–1 | 1–1 | 1–2 | 1–1 | 0–1 | 2–3 | 0–0 | 2–0 | 3–2 |
| Atalanta          | 0–3 | —   | 0–1 | 0–0 | 2–2 | 2–1 | 1–1 | 0–2 | 0–1 | 3–0 | 1–0 | 2–1 | 1–0 | 2–2 |
| Bologna           | 1–0 | 2–0 | —   | 0–0 | 4–0 | 1–3 | 2–1 | 1–2 | 2–2 | 3–2 | 0–2 | 1–0 | 3–0 | 2–1 |
| Brescia           | 2–0 | 1–1 | 2–1 | —   | 3–1 | 1–2 | 2–1 | 2–0 | 1–0 | 1–0 | 1–3 | 1–1 | 3–1 | 4–1 |
| Genoa             | 0–3 | 1–0 | 3–0 | 2–3 | —   | 1–2 | 2–1 | 1–0 | 0–0 | 0–2 | 0–1 | 0–1 | 0–0 | 2–0 |
| Internazionale    | 2–0 | 1–0 | 1–0 | 4–1 | 9–1 | —   | 2–2 | 2–0 | 2–0 | 2–0 | 1–1 | 1–2 | 2–1 | 4–2 |
| Juventus          | 6–1 | 2–0 | 1–0 | 3–1 | 4–1 | 0–0 | —   | 2–2 | 1–0 | 6–0 | 2–1 | 1–1 | 5–0 | 2–1 |
| Milan             | 1–2 | 2–1 | 2–2 | 3–1 | 1–0 | 1–3 | 1–1 | —   | 1–0 | 3–0 | 2–3 | 2–0 | 2–1 | 2–4 |
| Modena            | 1–0 | 0–2 | 2–0 | 2–1 | 1–1 | 0–0 | 0–0 | 1–1 | —   | 2–0 | 0–3 | 5–1 | 0–0 | 2–0 |
| Sampierdarenese   | 1–0 | 1–3 | 0–2 | 1–2 | 1–1 | 1–3 | 2–2 | 1–2 | 0–0 | —   | 0–5 | 0–6 | 1–1 | 1–0 |
| Torino            | 5–0 | 2–0 | 4–0 | 2–2 | 6–0 | 1–0 | 1–0 | 4–0 | 1–1 | 2–1 | —   | 4–0 | 3–1 | 4–0 |
| Triestina         | 0–1 | 0–0 | 1–0 | 1–0 | 2–1 | 1–3 | 0–3 | 1–2 | 1–0 | 0–1 | 1–1 | —   | 0–0 | 0–2 |
| Venezia           | 2–2 | 0–0 | 1–2 | 1–2 | 0–0 | 0–1 | 0–2 | 0–0 | 2–3 | 3–1 | 2–1 | 1–1 | —   | 1–0 |
| Vicenza           | 1–0 | 1–0 | 3–0 | 1–0 | 0–0 | 1–0 | 1–2 | 2–2 | 1–0 | 1–1 | 1–2 | 0–1 | 0–1 | —   |

## Campionato Centro-Sud Serie A-B(Campeonato Serie A-B de Italia del Sur y Centro)

### Clasificaciones
| Pos. | Equipo      | Pts. | PJ | G  | E | P  | GF | GC | Dif. | Clasificación                                       |
| ---- | ----------- | ---- | -- | -- | - | -- | -- | -- | ---- | --------------------------------------------------- |
| 1    | Napoli      | 28   | 20 | 11 | 6 | 3  | 28 | 10 | +18  | Campeón del Sur de Italia y acceso a la Ronda final |
| 2    | Bari        | 28   | 20 | 13 | 2 | 5  | 31 | 21 | +10  | Campeón del Sur de Italia y acceso a la Ronda final |
| 3    | Roma        | 27   | 20 | 10 | 7 | 3  | 28 | 17 | +11  | Acceso a la Ronda final                             |
| 4    | Pro Livorno | 26   | 20 | 10 | 6 | 4  | 30 | 15 | +15  | Acceso a la Ronda final                             |
| 5    | Fiorentina  | 23   | 20 | 10 | 3 | 7  | 32 | 16 | +16  |                                                     |
| 6    | Pescara     | 18   | 20 | 6  | 6 | 8  | 27 | 26 | +1   |                                                     |
| 7    | Lazio       | 17   | 20 | 6  | 5 | 9  | 19 | 19 | 0    |                                                     |
| 8    | Palermo     | 17   | 20 | 6  | 5 | 9  | 16 | 23 | −7   |                                                     |
| 9    | Salernitana | 14   | 20 | 5  | 4 | 11 | 20 | 32 | −12  |                                                     |
| 10   | Siena       | 13   | 20 | 2  | 9 | 9  | 13 | 36 | −23  |                                                     |
| 11   | Anconitana  | 9    | 20 | 3  | 3 | 14 | 12 | 41 | −29  |                                                     |

 Fuente: Almanacco Illustrato del Calcio
Notas:
1. 1 2 3 4 5 6 7  Equipo invitado de la Serie B
2. ↑  Bari y Napoli compartieron el título y fueron admitidos en la Serie A 1946-47.

### Resultados
| Local \ Visitante | ANC | BAR | FIO | LAZ | LIV | NAP | PAL | PES | ROM | SAL | SIE |
| ----------------- | --- | --- | --- | --- | --- | --- | --- | --- | --- | --- | --- |
| Anconitana        | —   | 1–2 | 0–1 | 1–0 | 1–1 | 0–3 | 1–2 | 1–1 | 0–1 | 2–1 | 1–1 |
| Bari              | 4–2 | —   | 1–0 | 1–0 | 1–0 | 2–1 | 3–1 | 1–0 | 1–0 | 1–0 | 4–0 |
| Fiorentina        | 5–0 | 2–0 | —   | 4–3 | 2–1 | 0–1 | 2–0 | 3–1 | 2–0 | 4–0 | 5–0 |
| Lazio             | 1–2 | 1–0 | 1–0 | —   | 0–2 | 0–0 | 0–1 | 6–0 | 1–2 | 2–1 | 0–0 |
| Pro Livorno       | 4–0 | 4–1 | 1–1 | 1–0 | —   | 1–0 | 4–2 | 1–0 | 1–1 | 3–0 | 0–0 |
| Napoli            | 2–0 | 2–1 | 1–0 | 0–0 | 1–0 | —   | 2–0 | 1–0 | 1–1 | 1–0 | 6–1 |
| Palermo           | 3–0 | 0–2 | 0–0 | 0–1 | 1–0 | 0–0 | —   | 1–0 | 1–3 | 1–0 | 2–2 |
| Pescara           | 4–0 | 3–1 | 3–0 | 2–2 | 1–2 | 2–1 | 0–0 | —   | 2–2 | 5–1 | 2–0 |
| Roma              | 3–0 | 1–1 | 1–0 | 0–1 | 2–2 | 0–0 | 2–1 | 0–0 | —   | 4–2 | 1–0 |
| Salernitana       | 1–0 | 2–3 | 1–0 | 2–0 | 0–0 | 1–1 | 0–0 | 2–0 | 1–3 | —   | 3–0 |
| Siena             | 1–0 | 1–1 | 1–1 | 0–0 | 1–2 | 1–4 | 1–0 | 1–1 | 0–1 | 2–2 | —   |

## Ronda final

### Clasificaciones
| Pos. | Equipo         | Pts. | PJ | G  | E | P  | GF | GC | Dif. | Clasificación     |
| ---- | -------------- | ---- | -- | -- | - | -- | -- | -- | ---- | ----------------- |
| 1    | Torino (C)     | 22   | 14 | 11 | 0 | 3  | 43 | 14 | +29  | Campeón de Italia |
| 2    | Juventus       | 21   | 14 | 9  | 3 | 2  | 31 | 8  | +23  |                   |
| 3    | Milan          | 16   | 14 | 7  | 2 | 5  | 25 | 16 | +9   |                   |
| 4    | Internazionale | 14   | 14 | 6  | 2 | 6  | 20 | 16 | +4   |                   |
| 5    | Napoli         | 13   | 14 | 5  | 3 | 6  | 19 | 27 | −8   |                   |
| 6    | Roma           | 11   | 14 | 4  | 3 | 7  | 16 | 22 | −6   |                   |
| 7    | Livorno        | 10   | 14 | 4  | 2 | 8  | 13 | 35 | −22  |                   |
| 8    | Bari           | 5    | 14 | 1  | 3 | 10 | 6  | 35 | −29  |                   |

 Fuente: Almanacco Illustrato del Calcio

### Resultados
| Local \ Visitante | BAR | INT | JUV | LIV | MIL | NAP | ROM | TOR |
| ----------------- | --- | --- | --- | --- | --- | --- | --- | --- |
| Bari              | —   | 1–2 | 0–2 | 0–0 | 0–2 | 2–2 | 1–0 | 1–2 |
| Internazionale    | 0–0 | —   | 1–0 | 6–2 | 0–1 | 2–1 | 1–0 | 6–2 |
| Juventus          | 6–1 | 1–0 | —   | 5–1 | 3–1 | 6–0 | 2–1 | 1–0 |
| Livorno           | 3–0 | 1–0 | 0–3 | —   | 1–0 | 2–1 | 1–1 | 0–3 |
| Milan             | 8–0 | 3–2 | 1–1 | 1–0 | —   | 2–3 | 2–0 | 2–0 |
| Napoli            | 4–0 | 0–0 | 1–1 | 3–0 | 1–0 | —   | 2–1 | 0–2 |
| Roma              | 1–0 | 3–0 | 0–0 | 3–1 | 2–2 | 2–0 | —   | 0–7 |
| Torino            | 3–0 | 1–0 | 1–0 | 9–1 | 3–0 | 7–1 | 3–2 | —   |

|           |
| Campeón   |
| Torino    |
| 3º título |